# Tramwaje w Carúpano
Tramwaje w Carúpano − zlikwidowany system komunikacji tramwajowej w wenezuelskim mieście Carúpano, działający w latach 1916−1933.

## Historia
Pierwsze plany budowy komunikacji tramwajowej w Carúpano pochodzą z końca XIX w. i początku XX w. W 1910 została założona w New Jersey spółka Cumaná & Carúpano Pier & Tramway Company, która wkrótce rozpoczęła budowę linii tramwaju elektrycznego. 6 maja 1915 w zakładach J. G. Brill Co. w Filadelfii zostały zamówione dwa otwarte tramwaje silnikowe. Oba wagony do miasta przewieziono drogą morską w grudniu 1915. Operatorem tramwajów była spółka Tranvías Eléctricos de Carúpano. Tramwaje elektryczne uruchomiono 9 stycznia 1916. Rozstaw szyn wynosił 1067 mm. Linia tramwajowa o długości 2,4 km została zbudowana wzdłuż głównej ulicy w mieście Av. Independencia. Linia tramwajowa w Carúpano była najkrótszą linią tramwajową w Wenezueli. Tramwajami oprócz pasażerów przewożono także towary. Ponieważ spółka nie posiadała własnych tramwajów towarowych to wagony pasażerskie pchały towarowe wagony doczepne. Linię tramwajową prawdopodobnie zlikwidowano w 1933 po huraganie, w wyniku którego miasto było bardzo zniszczone. 